# Zierbanane
Die Zierbanane (Ensete ventricosum), Ensete oder Abessinische Banane ist eine Pflanzenart aus der Gattung Ensete innerhalb der Familie Bananengewächse (Musaceae). 

## Herkunft
Ensete ventricosum ist im tropischen Afrika von Äthiopien bis ins nördliche Südafrika beheimatet.

## Beschreibung

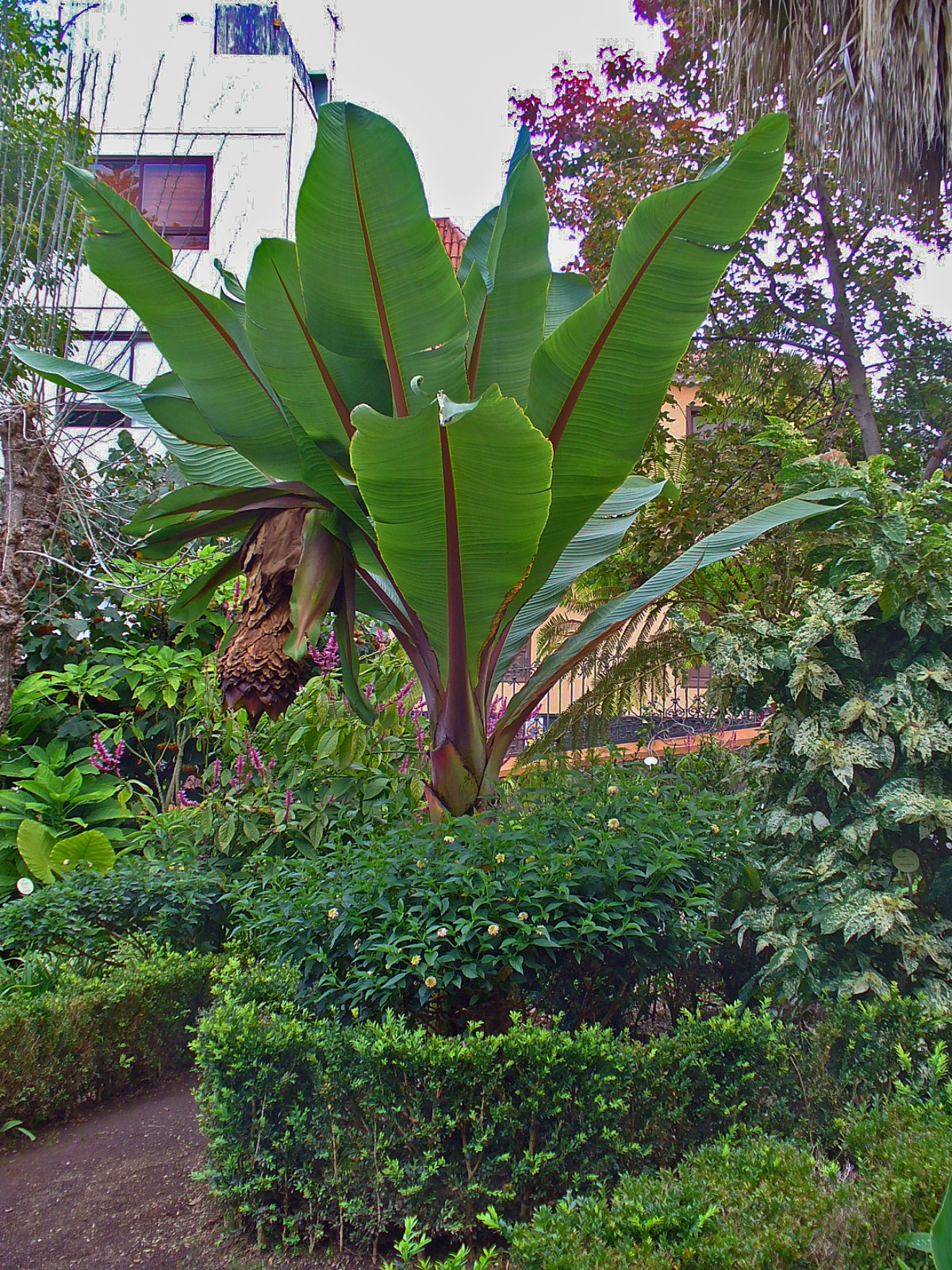
Ensete ventricosum
Habitus
Hijuela del Botanico, La Orotava, Teneriffa

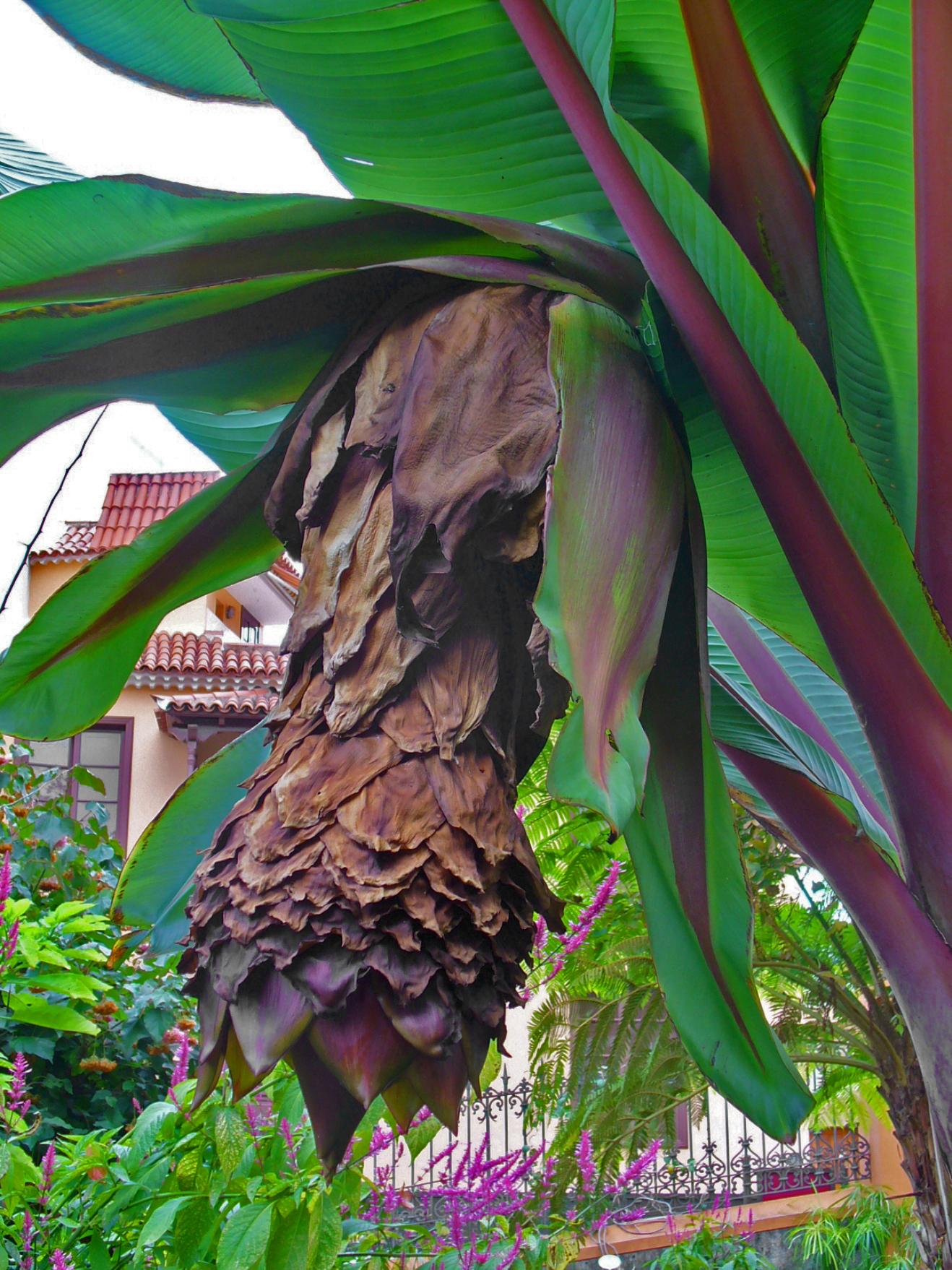
Ensete ventricosum
Fruchtstand
Hijuela del Botanico, La Orotava, Teneriffa

Ensete ventricosum wächst als immergrüne, ausdauernde krautige Pflanze, die Wuchshöhen von bis 6 Meter erreicht und Rhizome ausbildet. Der Scheinstamm wächst konisch. Die großen mittelgrünen, etwa 3 Meter langen Laubblätter sind mit einer roten Mittelrippe versehen. Der aufrechte Blütenstand besteht aus dunkelrot gefärbten Tragblättern; die kleinen, ledrigen Früchte sind ungenießbar.
Die Chromosomenzahl beträgt 2n = 22.

## Taxonomie und Namenserklärung
Der Name Ensete ventricosum wurde 1948 in Kew Bull. 1947, S. 101 veröffentlicht. Synonyme sind Ensete edule Bruce ex Horan., Musa arnoldiana De Wild., Musa ventricosa Welw. und Musa ensete J.F.Gmel.. Das Artepitheton leitet sich vom lateinischen Wort ventricosus für bauchig ab und nimmt auf die bauchigen Stämme Bezug.

## Geschichte
Die Zierbanane wurde seit mehreren tausend Jahren in Äthiopien als Nahrungspflanze kultiviert. Europäische Reisende des 17. Jahrhunderts berichteten über die Kultur der Ensete, wie z. B. der portugiesische Jesuit Manuel de Almeida und der Priester Jerónimo Lobo sowie im 18. Jahrhundert der schottische Reisende James Bruce. Im 19. Jahrhundert scheint Ensete im Norden von Äthiopien als Nahrungsmittel, vermutlich aus sozio-politischen Gründen, in Vergessenheit geraten zu sein.

## Nutzung
In Äthiopien wird die Ensete im Hackbau als Nahrungspflanze kultiviert. Sie gedeiht hauptsächlich in der Höhenstufe Woina Dega zwischen 1600 und 3000 Metern Höhe. Ensete ist von besonderer wirtschaftlicher Bedeutung für die Kleinbauern. Fast alle Pflanzenteile sind verwertbar. Aus den Knollen und dem Scheinstamm wird Mehl für Brot oder andere Backwaren hergestellt. Gleich nach Erscheinen der Blüte ist der optimale Zeitpunkt der Ernte, um Kocho (fermentiertes Bananenmehl) vorzubereiten. Wenn zu früh geerntet wird, ist der Stärkegehalt zu niedrig, und wenn man zu spät erntet, hört das vegetative Wachstum auf und die Stärke wird für die Blüten und Fruchtentwicklung verbraucht. Die inneren, jüngeren Scheinstämme werden gegart als Gemüse serviert. Frische Blätter dienen als Nahrung für Rinder und Schafe, getrocknete alte Blätter werden als Dachbedeckung verwendet und die Fasern der Blattscheiden werden zu Säcken, Seilen und Matten verarbeitet.

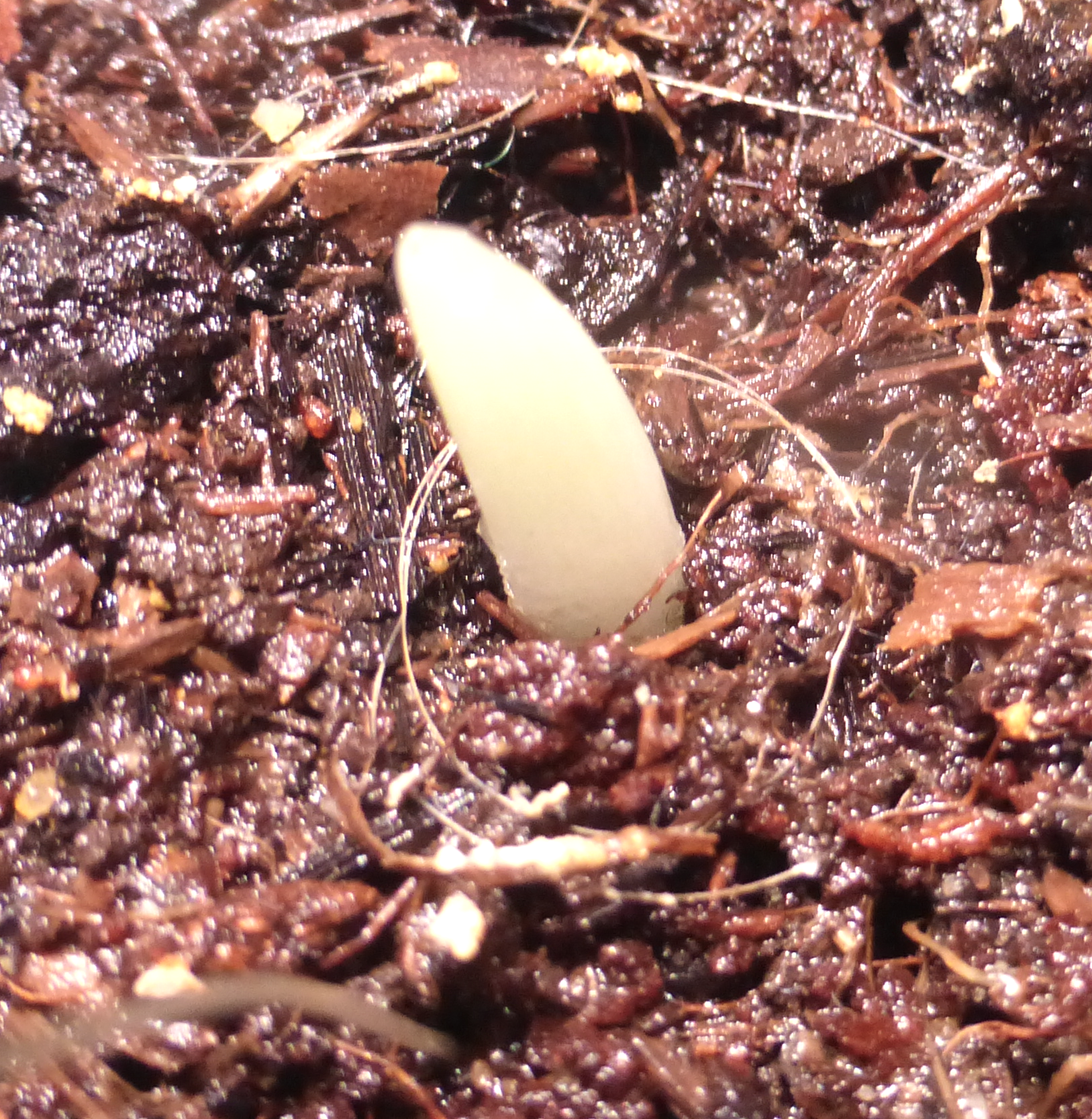
Keimling von Ensete ventricosum

## Ensete in der Literatur
Jules Verne beschrieb Ensete in seinem Werk Das Dorf in den Lüften im Kapitel XIV:

„Li-Maï blieb vor einer sauberen Hütte stehen, deren Dach mit den breiten Blättern der Ensete, einer in den großen Walde weitverbreiteten Banane, bedeckt war, mit denselben Blättern, die der Foreloper für das Sonnendach des Floßes verwendet hatte.“

## Sorten
- Ensete ventricosum 'Atropurpureum'
- Ensete ventricosum 'Green Stripe'
- Rote Zierbanane (Ensete ventricosum 'Maurelii', syn. Musa maurelii)
- Ensete ventricosum 'Montbeliardii'
- Ensete ventricosum 'Tandarra Red' (syn. Musa 'Tandarra Red')
- Ensete ventricosum 'Red Stripe' (syn. Musa 'Red Stripe')
- Ensete ventricosum 'Rubra' (syn. Musa ensete 'Rubra')

Die Scharlachbanane (Musa uranoscopos oder Musa coccinea) aus Süd-China ist nahe verwandt mit Arten der Gattung Ensete.